# Joseph-Félix Bouchor
Joseph-Félix Bouchor (Parigi, 15 settembre 1853 – Parigi, 27 ottobre 1937) è stato un pittore francese.

## Biografia
Bouchor studiò presso l'École nationale supérieure des beaux-arts. Le sue opere furono esposte presso il Salon des Artistes Francais nel 1878. Diventò famoso per il ritratto del generale John Pershing (1860-1948) e del presidente francese Georges Clemenceau.
Le sue opere appartengono a molte collezioni pubbliche, tra cui il Museo d'Orsay a Parigi e ai Musei di Belle Arti di Marsiglia, Angers, Vannes e Nantes.

## Galleria d'immagini

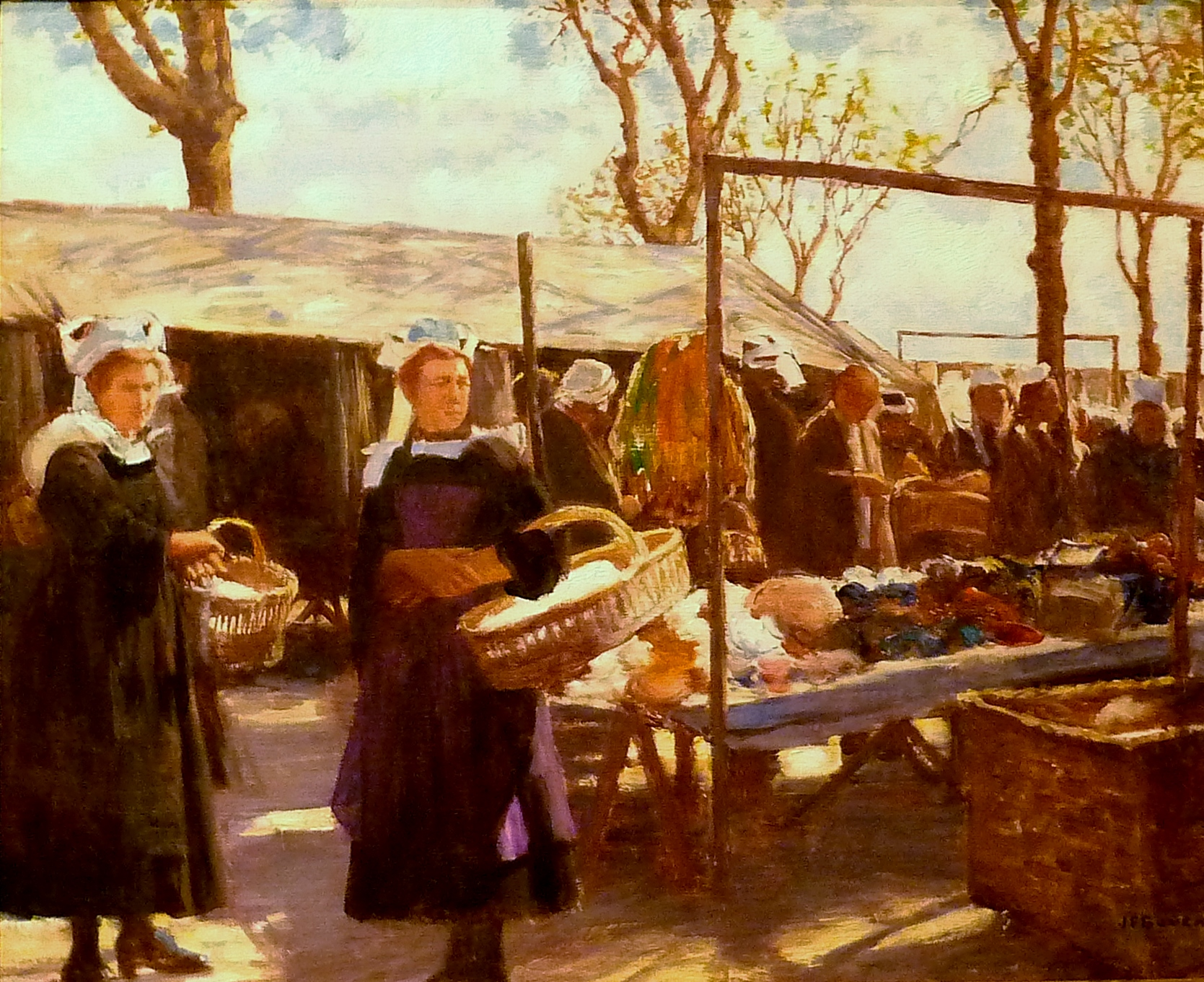
Marché à Concarneau (Musée des beaux-arts de Vannes)
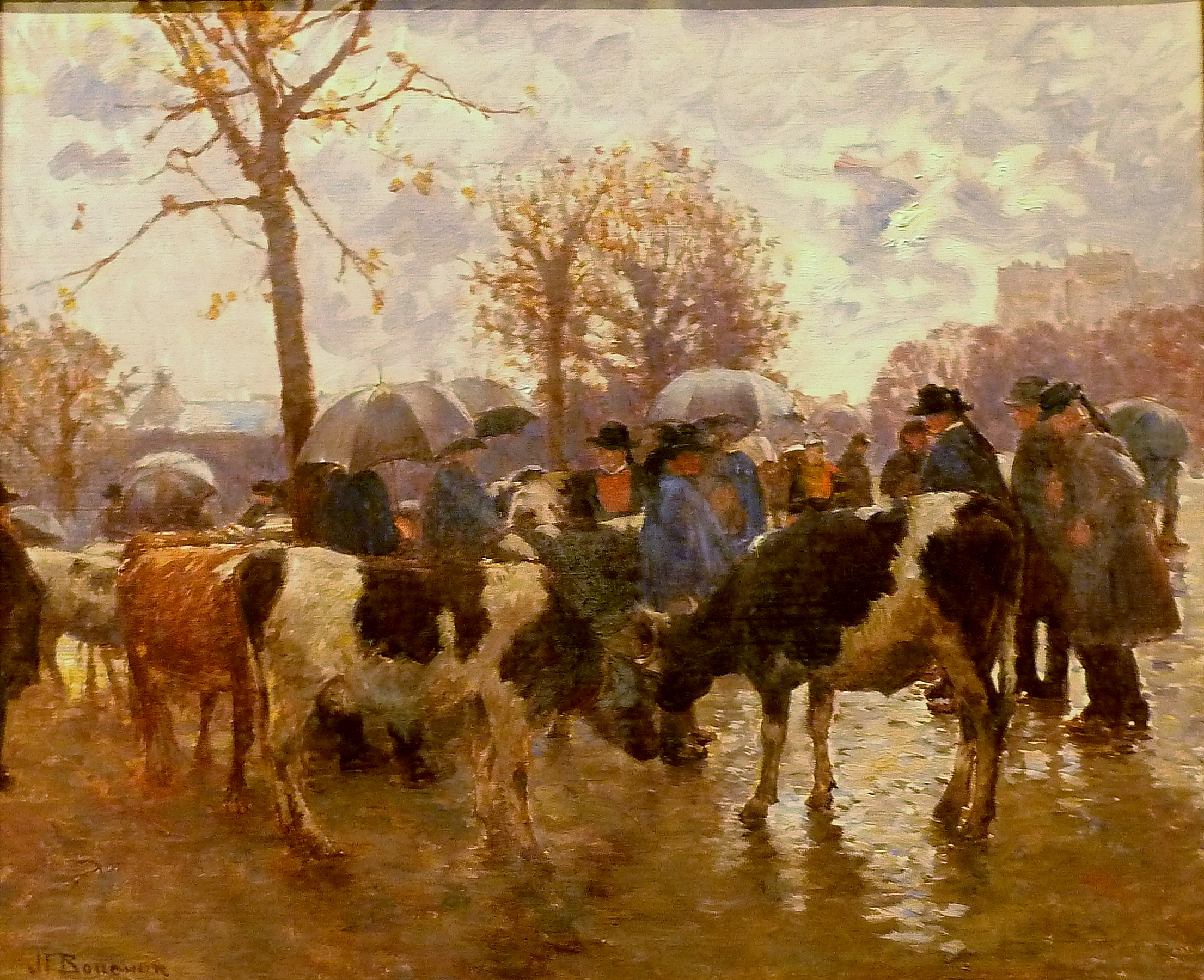
Marché aux Bestiaux Quimper (Musée des beaux-arts de Vannes)
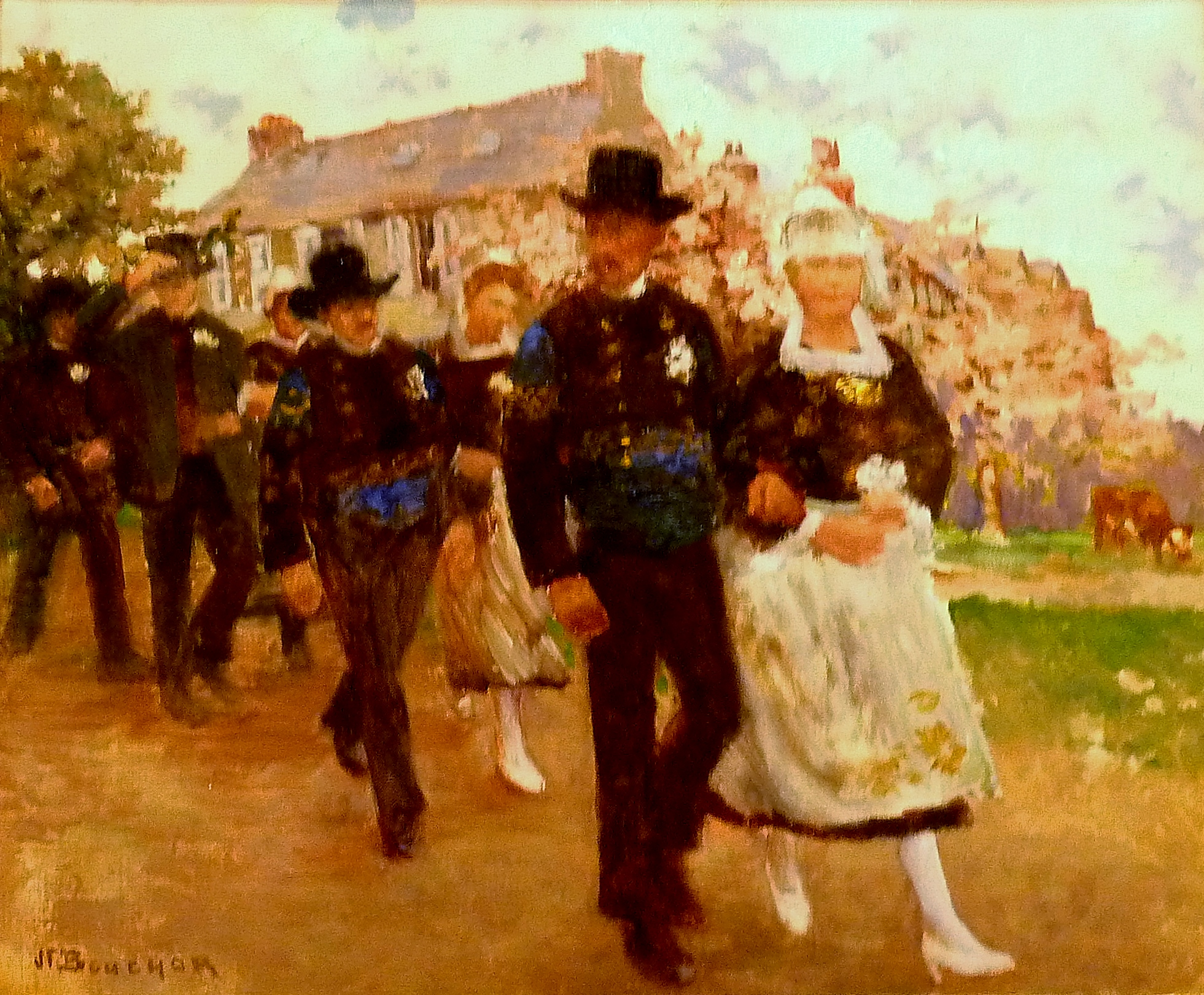
Noce Bretonne (Musée des Beaux-Arts de Vannes)
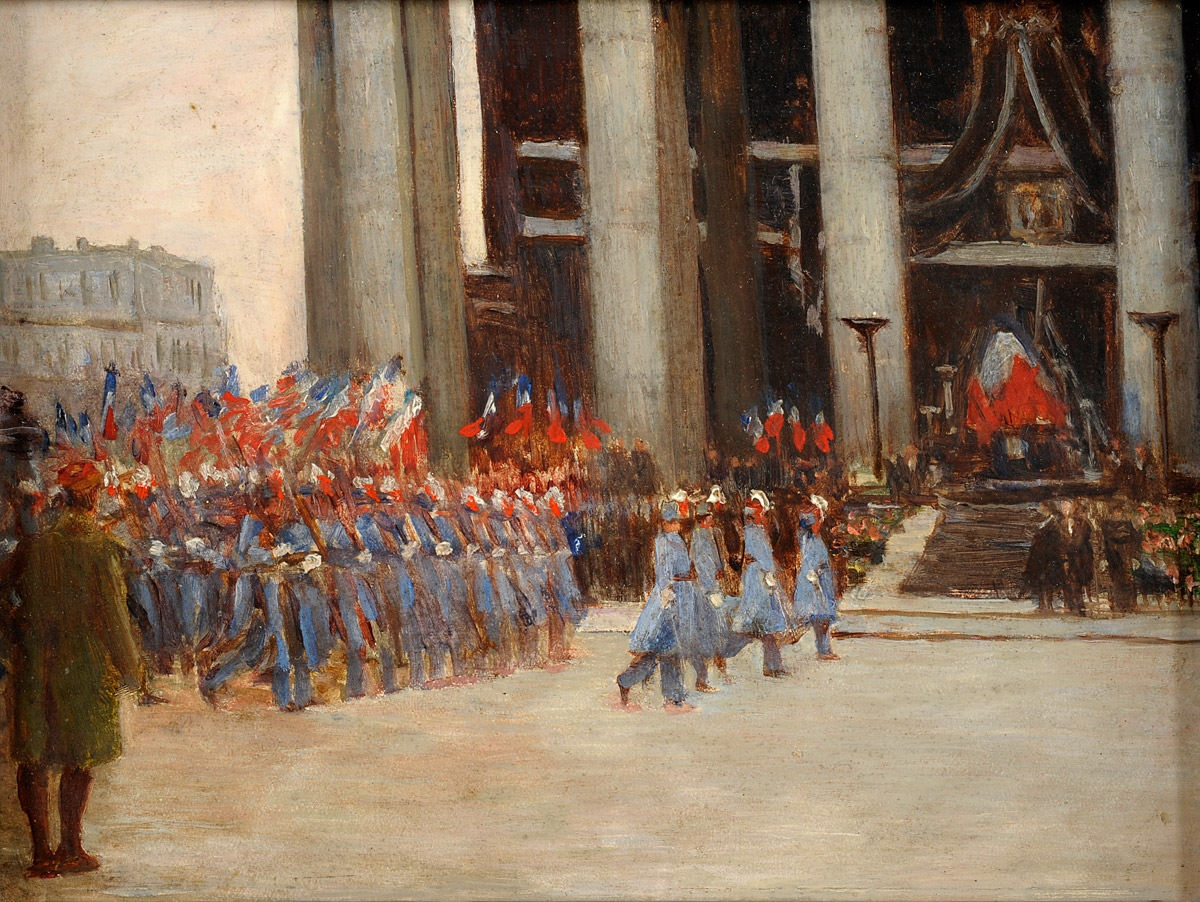
Parade Militaire à Paris
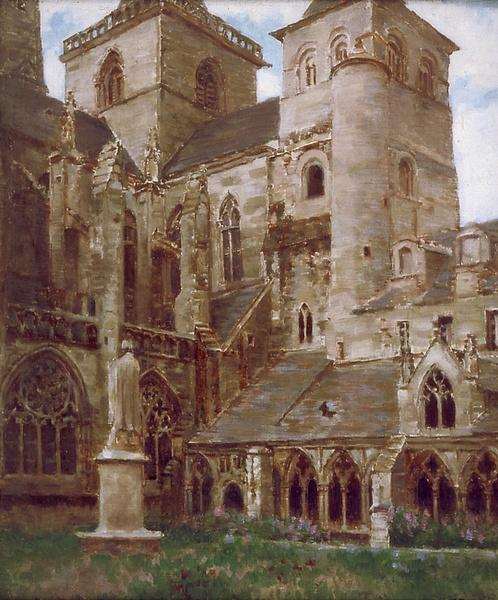
Le cloître de Tréguier, 1925
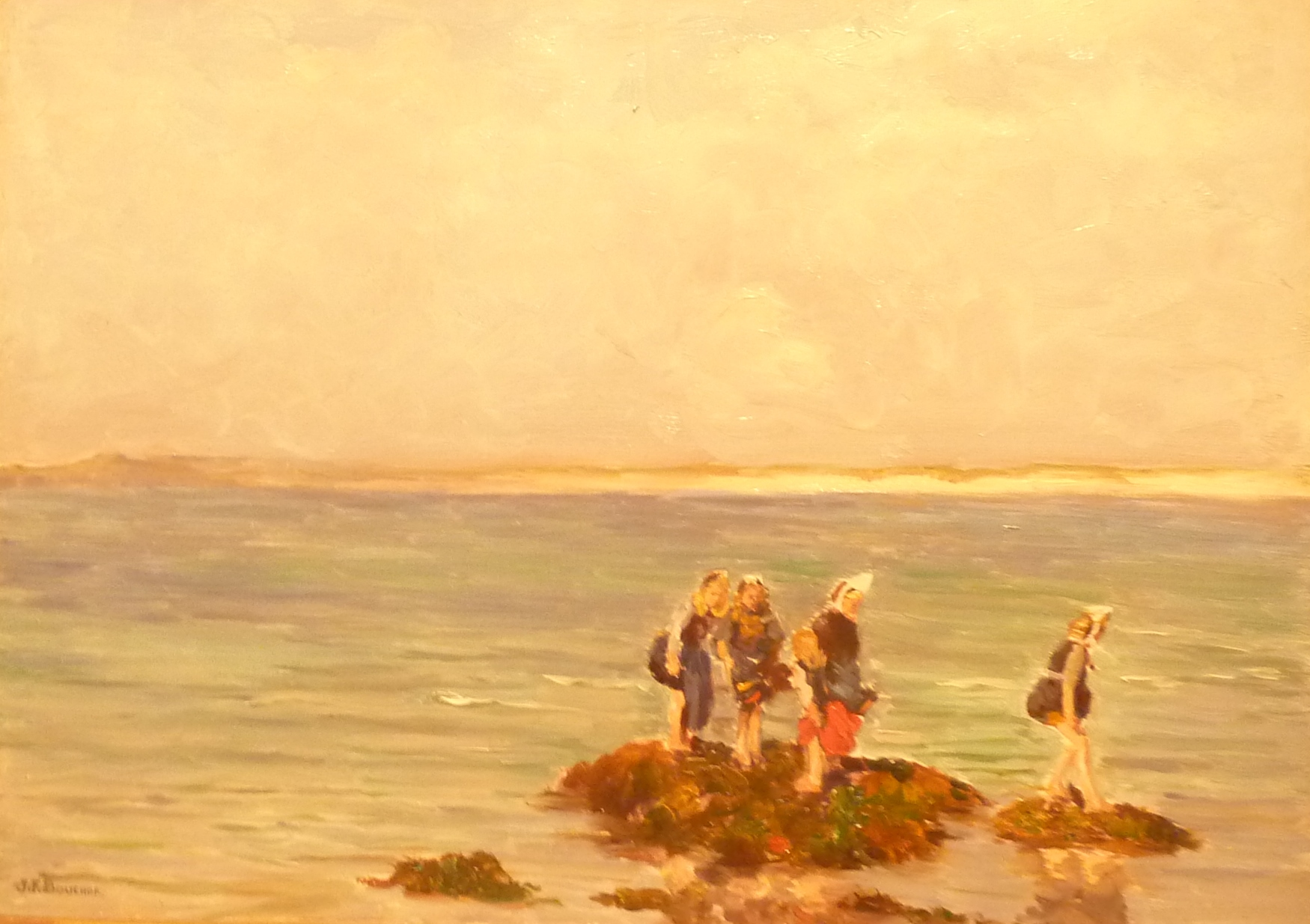
Les pataugeuses, (Musée des Beaux-Arts de Vannes)